# Sälna
Sälna är en småort i Skånela socken i Sigtuna kommun belägen mellan Vallentuna, Märsta och Upplands Väsby.
Orten ligger i ett gammalt uppländskt jordbrukslandskap.